# Lechazo asado

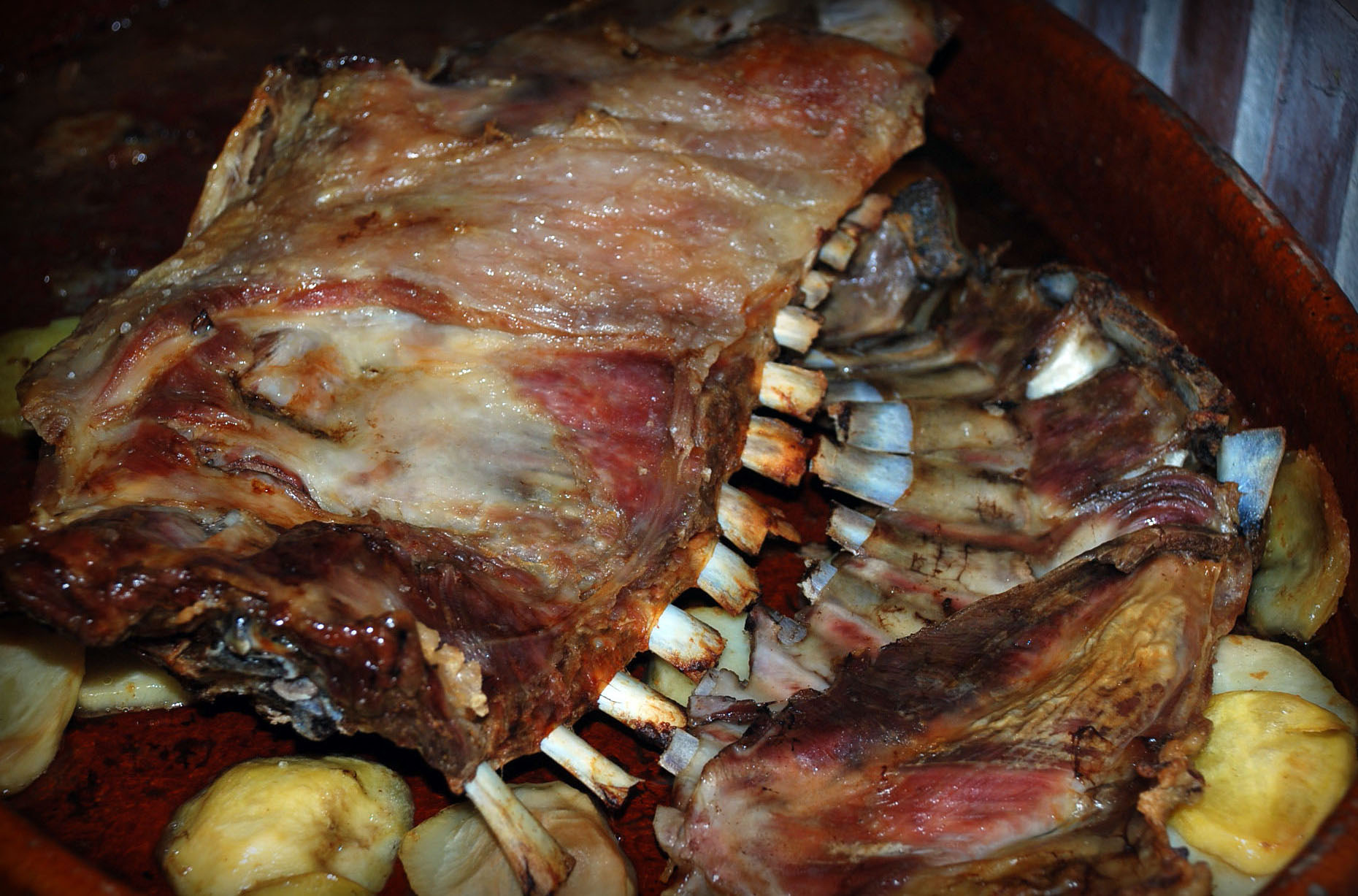
Frisch zubereitetes Lechazo

Das Lechazo asado (deutsch: gebratenes Milchlamm) ist die spanische Bezeichnung für ein gebratenes, noch nicht (von der Muttermilch) entwöhntes Lamm. Daher rührt die Bezeichnung Lechazo (das spanische Wort leche bedeutet Milch). In der spanischen Küche ist es in Kastilien-León und Asturien sehr beliebt. Er wird traditionell im Holzofen und in Tontöpfen zubereitet und den Gästen heiß und mit knusprigem Fleisch auf der Außenseite serviert.
In Kastilien und León ist das für dieses Gericht verwendete Fleisch durch die geschützte geografische Angabe Lechazo de Castilla y León geschützt.